# Ethan Hunt
Ethan Matthew Hunt, huvudperson i Mission: Impossible-filmerna. Ethan Hunt spelas av Tom Cruise.

## Filmerna

### Mission: Impossible
I den första filmen blir Ethan Hunt misstänkt för ett mord på sitt IMF-team under ett uppdrag på en ambassad i Prag, Tjeckien för att hindra Alexander Golitsyn att stjäla en NOC-lista med information om agenter i Östeuropa. Det visades vara en mullvadsjakt, han blir avstängd men upptäcker att hans kollega Claire lyckats överleva och starta ett nytt team för att få tag på den listan, vilken ska ge pengar i utbyte mot att avslöja den som ligger bakom det hela.

### Mission: Impossible II
I den andra filmen ska de förhindra spridning av bakterier som en affärsman försöker framställa.

### Mission: Impossible III
I den tredje filmen arbetar Hunt inte som agent. Men han jobbar fortfarande på IMF och tränar istället agenter åt organisationen. Han planerar ett stillsamt liv tillsammans med sin fästmö Julia men blir inkallad för att rädda en person som blivit kidnappad under ett uppdrag i Tyskland.

### Mission: Impossible: Ghost Protocol
Ethan Hunt (Tom Cruise) och hans team tar sig in i Kreml för att få tag på uppgifter om någon som kallas "Cobalt". Cobalt har försökt få tag på ryska kärnvapenkoder som Trevor Hanaway (Josh Holloway) hade lyckats beslagta och sen blivit av med dem när han blev mördad av Sabine Moreau (Léa Seydoux). Uppdraget misslyckas och Kreml sprängs. IMF (Impossible Mission Force) blir misstänkt för att ligga bakom explosionen och Ethans team tvingas ingå i "Ghost Protocol" - gå under jorden. Nu får Ethans team klara sig själva och måste försöka få tag på kärnvapenkoderna av Moreau på Burj Khalifa i Dubai innan Kurt Hendricks (Michael Nyqvist) får tag på dem och startar ett kärnvapenkrig.

## Ethan Hunt i andra medier
Hunt har också medverkat i serietidningar och datorspel.